# Tubigon
Tubigon é um município de  primeira classe de renda municipal (d) na província Bohol, nas Filipinas. De acordo com o censo de 1 de maio  de  2020 possui uma população de 47 886 pessoas e 11 389 domicílios.